# Antonia Gerke
Antonia Gerke (* 29. Dezember 1974) ist eine deutsche Schauspielerin und Malerin.

## Leben
Antonia Gerke wuchs in einer Kunstlehrerfamilie in Elmshorn (Schleswig-Holstein) auf.
1997 erhielt sie ein Stipendium am European Film College Dänemark und studierte Schauspiel und Drehbuch bei internationalen Lehrern, unter anderem bei Fiona Cumming. Danach absolvierte sie 1999 eine Schauspielausbildung im Los Felix Playhouse bei Ron Burrus in Los Angeles.
Gerke spielt Theaterrollen und tritt in Fernseh- und Kinofilmen auf. Parallel dazu ist sie als bildende Künstlerin tätig. Neben ihrer künstlerischen Arbeit setzt sie sich öffentlich mit der Rolle von Frauen im künstlerischen Produktionsprozess auseinander.
Antonia Gerke lebt mit ihren zwei Kindern in Berlin Prenzlauer Berg und ist mit dem Schauspieler und Drehbuchautor Neithardt Riedel liiert.

## Regie und Drehbuch
- 2000: Parkplatz der Enten · Kurzfilm · Nordische Filmtage Lübeck

## Schauspielerei

### Kino (Auswahl)
- 2003: Mein Pflasterstein · Kurzfilm · Regie: Alexa Oona Schulz
- 2008: Der Baader Meinhof Komplex · Regie: Uli Edel
- 2011: Aussichten · Abschlussfilm KH Kassel · Regie: Fabian Schmalenbach[3]
- 2011: Anonymus · UK/D · Regie: Roland Emmerich

### Fernsehen (Auswahl)
- 1999: Im Namen des Gesetzes · Serie · RTL · Regie: John Delbridge
- 2001: Wolffs Revier – Tödliche Lektion · Serie · SAT 1 · Regie: Miko Zeuschner
- 2004: Ein starkes Team – Sippenhaft · Reihe · ZDF · Regie: Johannes Grieser
- 2005: Abschnitt 40 – Zwangsmaßnahmen · Serie · RTL · Regie: Kilian Riedhoff
- 2006: Tatort – Revanche · Reihe · SWR/ARD · Regie: Johannes Grieser
- 2006: Im Namen des Gesetzes – Der Tod kommt zweimal · Serie · RTL · Regie: Holger Gimpel
- 2006: Die Entführung · TV-Film · SWR/arte · Regie: Johannes Grieser
- 2007: Der Kronzeuge · TV-Film · SWR/ARD · Regie: Johannes Grieser
- 2007: Gottes Alltag – Der schmale Grat · Pilot · Serie · RTL · Regie: Johannes Grieser
- 2009: Das Duo – Wölfe und Lämmer · Reihe · ZDF · Regie: Johannes Grieser[4]
- 2010: Großstadtrevier – Frohe Weihnachten, Dirk Matthies · Serie · NDR/ARD · Regie: Lars Jessen
- 2010: Tatort – Heimwärts · Reihe · MDR/ARD · Regie: Johannes Grieser. Rolle: Nachtschwester
- 2011: Der Dicke – Unter Verdacht · Reihe · NDR/WDR/ARD · Regie: Torsten Wacker
- 2012: Das Duo – Tote lügen besser · Reihe · ZDF · Regie: Johannes Grieser[5][4]
- 2012: Blessings Enkel · TV-Film · ZDF · Regie: Karola Meeder
- 2012: Der Kriminalist – Blaues Blut · Reihe · ZDF · Regie: Christian Görlitz. Rolle: Gräfin Marie von Tannenhof[4]
- 2013: Notruf Hafenkante – Das gestohlene Kind · Serie · ZDF · Regie: Oren Schmuckler
- 2014: Morden im Norden – Goldfinger · Serie · NDR/ARD · Regie: Holger Barthel
- 2014: SOKO Leipzig – Bewegliche Ziele · Serie · ZDF · Regie: Oren Schmuckler
- 2015: Die Hochzeit meiner Eltern · TV-Film · ZDF · Regie: Connie Walther
- 2015: Ein gefährliches Angebot · TV-Film · ZDF · Regie: Hannu Salonen
- 2017: Weißensee IV - Blühendes Land • Reihe • MDR/ARD • Regie: Friedemann Fromm
- 2018: Milk and Honey - Erfüllte Wünsche • Serie • VOX • Regie: Edzard Onneken
- 2018: Milk and Honey - Die Spielregeln der Liebe • Serie • VOX • Regie: Edzard Onneken
- 2020: Ein starkes Team - Gute Besserung • Reihe • ZDF • Regie: Johannes Grieser

### Theater
- 2000: Spiel's noch einmal Sam (W. Allen)· Theaterschiff am Mäuseturm Hamburg · Rolle: Linda Christie · Regie: Holger Potzern[6]
- 2005: Turista (M. v. Mayenburg / UA) · Schaubühne am Lehniner Platz Berlin · Rolle: Frau Dr. Schnoock · Regie: Luk Perceval
- 2010: Zack 'n Dave – Cuba Calling (S. Schwarz · D. Ruland) · Folge 2 · Schaubühne Berlin Studio · Regie: Sebastian Schwarz · David Ruland
- 2011: Zack 'n Dave – Wüstensturm (S. Schwarz · D. Ruland) · Folge 3 · Schaubühne Berlin Studio · Regie: Sebastian Schwarz · David Ruland

## Malerei
„Antonia Gerke bewegt und inspiriert sowohl durch ihre Kunst als auch durch ihre Persönlichkeit und trägt damit zur Veränderung in der Gesellschaft bei.“ Mit dieser Begründung wurde sie 2009 mit dem Victress Art Award ausgezeichnet.
Ihre künstlerische Arbeit für die Olympiade 2012 wurde in einem Dokumentarfilm von Alexa Oona Schulz beleuchtet. In dem Video Tracks of Trust von Patricia Bateira steht der künstlerische Gestaltungsprozess Gerkes im Mittelpunkt.
Der Fernsehmoderator Jörg Thadeusz nominierte ihre Werke 2013 für die RBB-Sendung Das gefällt mir! Prominente empfehlen 50x Kunst in Berlin und Brandenburg.
Seit 1999 ist sie in zahlreichen Ausstellungen im In- und Ausland vertreten.

### Ausstellungen
- 2013: Berlin, Galerie Hiltawsky (Einzelausstellung)[13]
- 2012: Hobrechtsfelde, Naturparkfest Barnim (Einzelausstellung)[14][15]
- 2011–2012: Berlin, Herzinstitut Berlin, Malerei (Einzelausstellung)
- 2011 Berlin, Art Galerie Richter, Malerei (Doppelausstellung)[16]
- 2010: Berlin, Art Galerie Richter, Malerei (Gruppenausstellung)
- 2010: Berlin, Ausstellung bei Art and Prison e.V., Malerei (Einzelausstellung)
- 2009: Berlin, Galerie Magnificat, Malerei (Einzelausstellung)
- 2008: Berlin, Divas, Dircksenstraße Malerei (Einzelausstellung)
- 2007–2008: Berlin, Galerie Meisterschueler, Malerei (Gruppenausstellung)
- 2006: Berlin, Galerie Meisterschueler, Malerei (Gruppenausstellung)
- 2001: Leer, Villa Basse, Malerei (Gruppenausstellung)
- 1999: Zürich, EV, Areal, Zeichnungen (Gruppenausstellung)